# Raïon de Nyjnohirskyï
Le raïon de Nyjnohirskyï (ukrainien : Нижньогірський район, russe : Нижнегорский район est une subdivision administrative de la république de Crimée, en Russie, revendiquée par l'Ukraine. Son centre administratif est la ville de Nyjnohirskyï.

## Lieux culturels

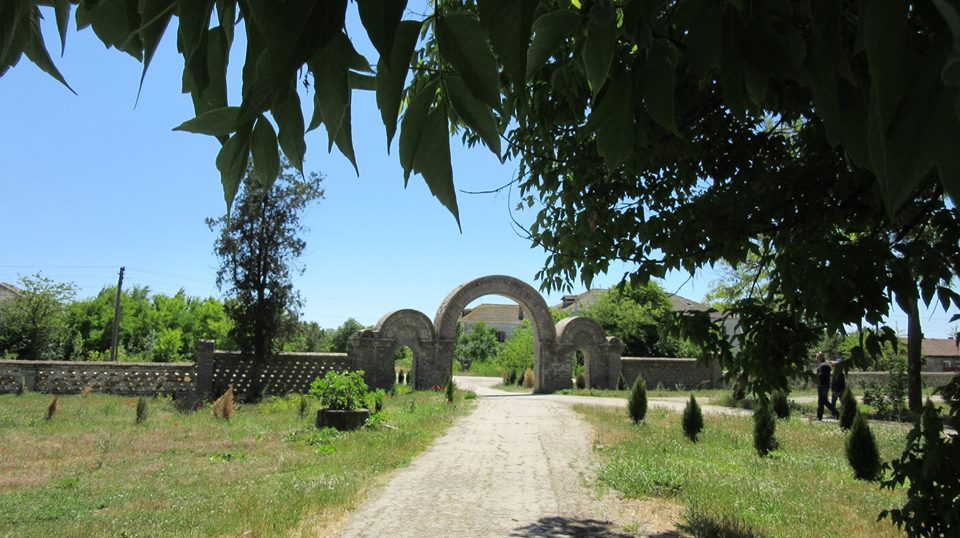
Le manoir Chantilov,
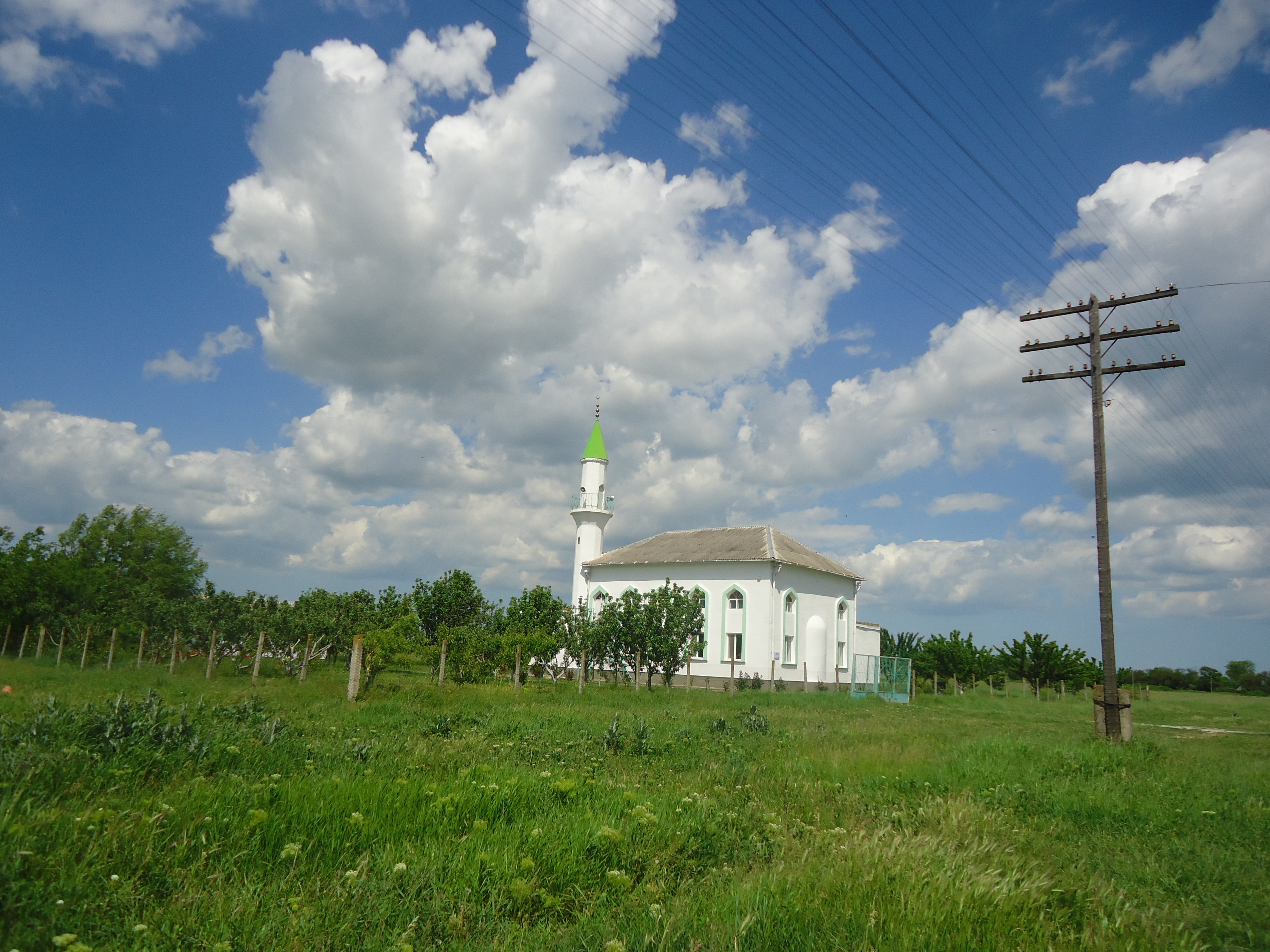
la mosquée d'Ouvarovka,
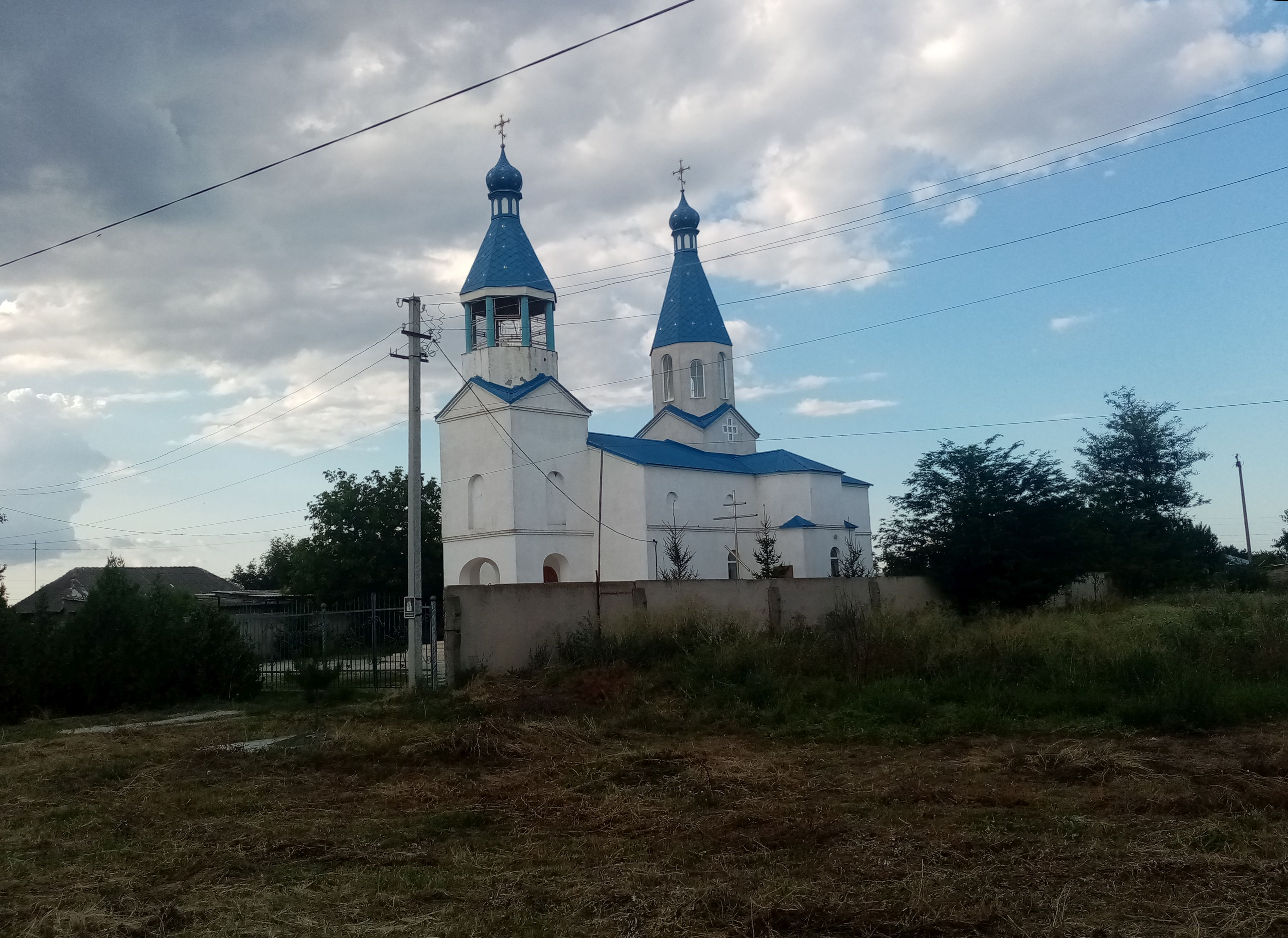
l'église st-Victor,
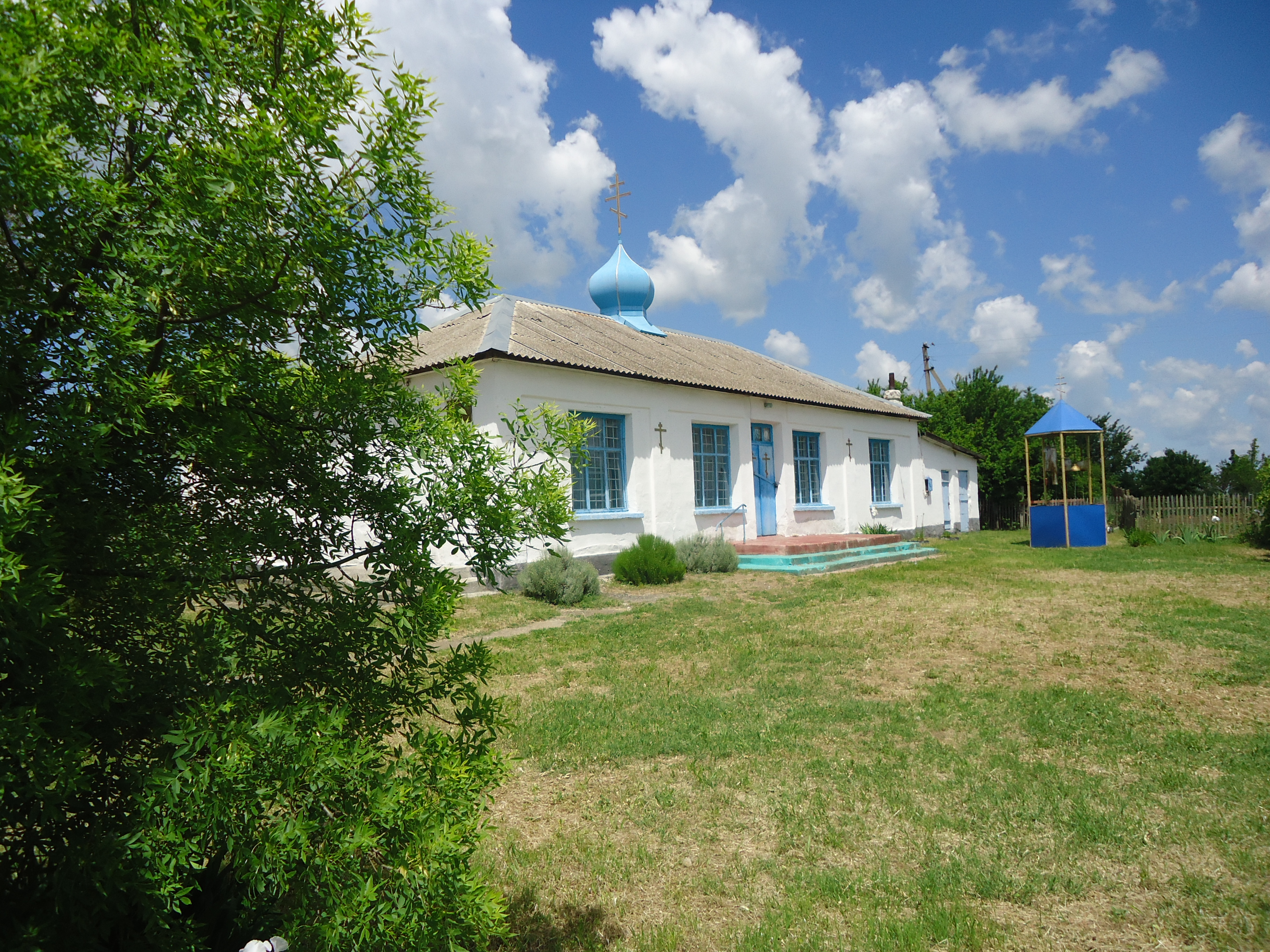
l'église Prince-Vladimir,
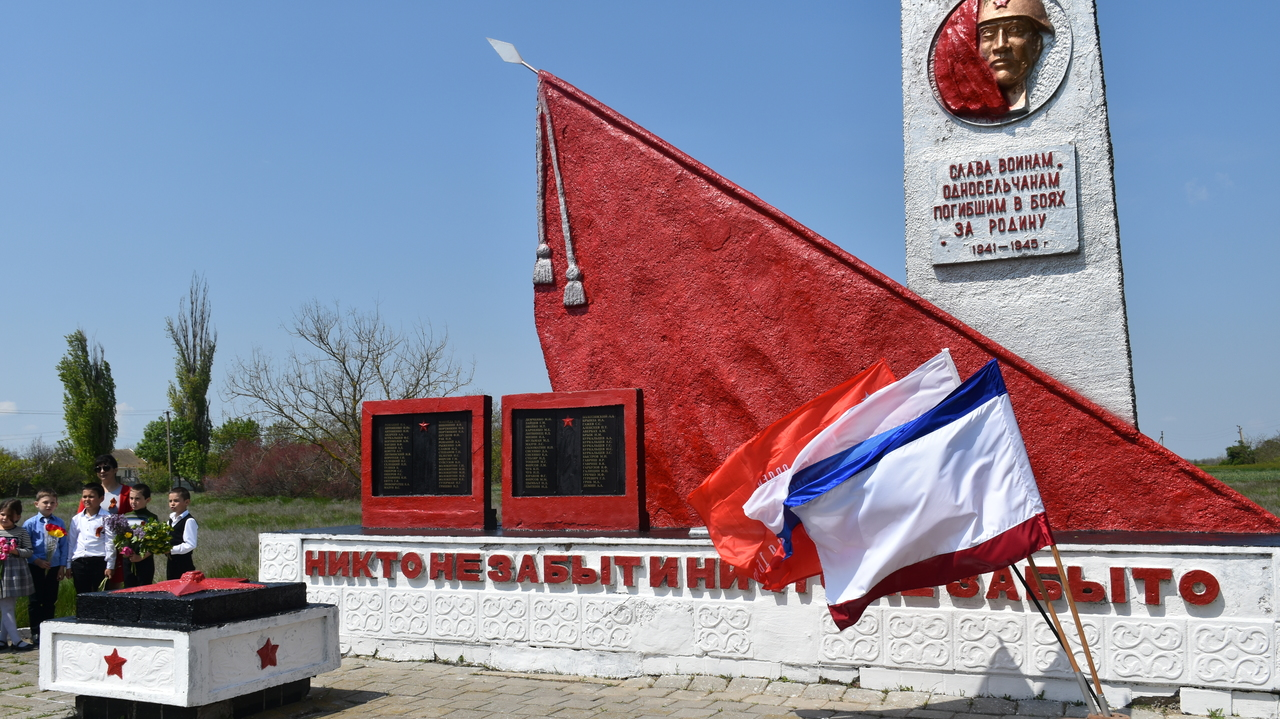
monument aux morts de la Grande guerre patriotique.